# Re-Embedded Test

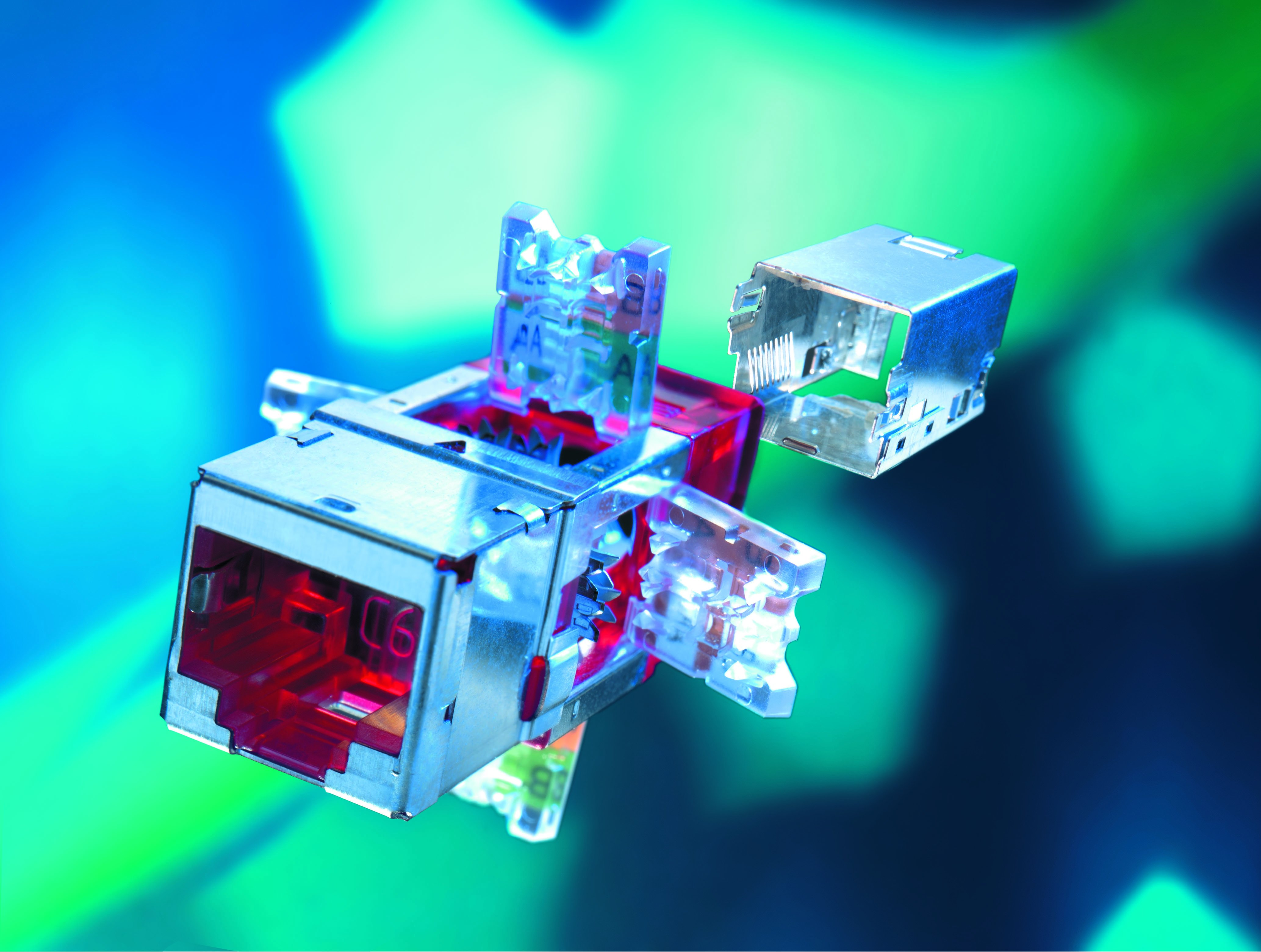
Cat 6_{A}-Modul

Die Re-embedded-Methode ermöglicht eine präzisere und schnellere Prüfung der Signalübertragung in RJ45-Steckverbindungen als der bisher in der Branche verwendete De-embedded-Test. Das neue Prüfverfahren ist in der Norm IEC 60512-27-100 beschrieben. Hersteller führen diese Tests regelmäßig durch – insbesondere bei Neuentwicklungen wie Cat. 6A –,  um nachzuweisen, dass Stecker und Anschlussmodule die Signale einwandfrei übertragen. Unter anderem wird dabei geprüft, wie sich Störfaktoren wie das so genannte Nebensprechen auf die Signalübertragung auswirken.

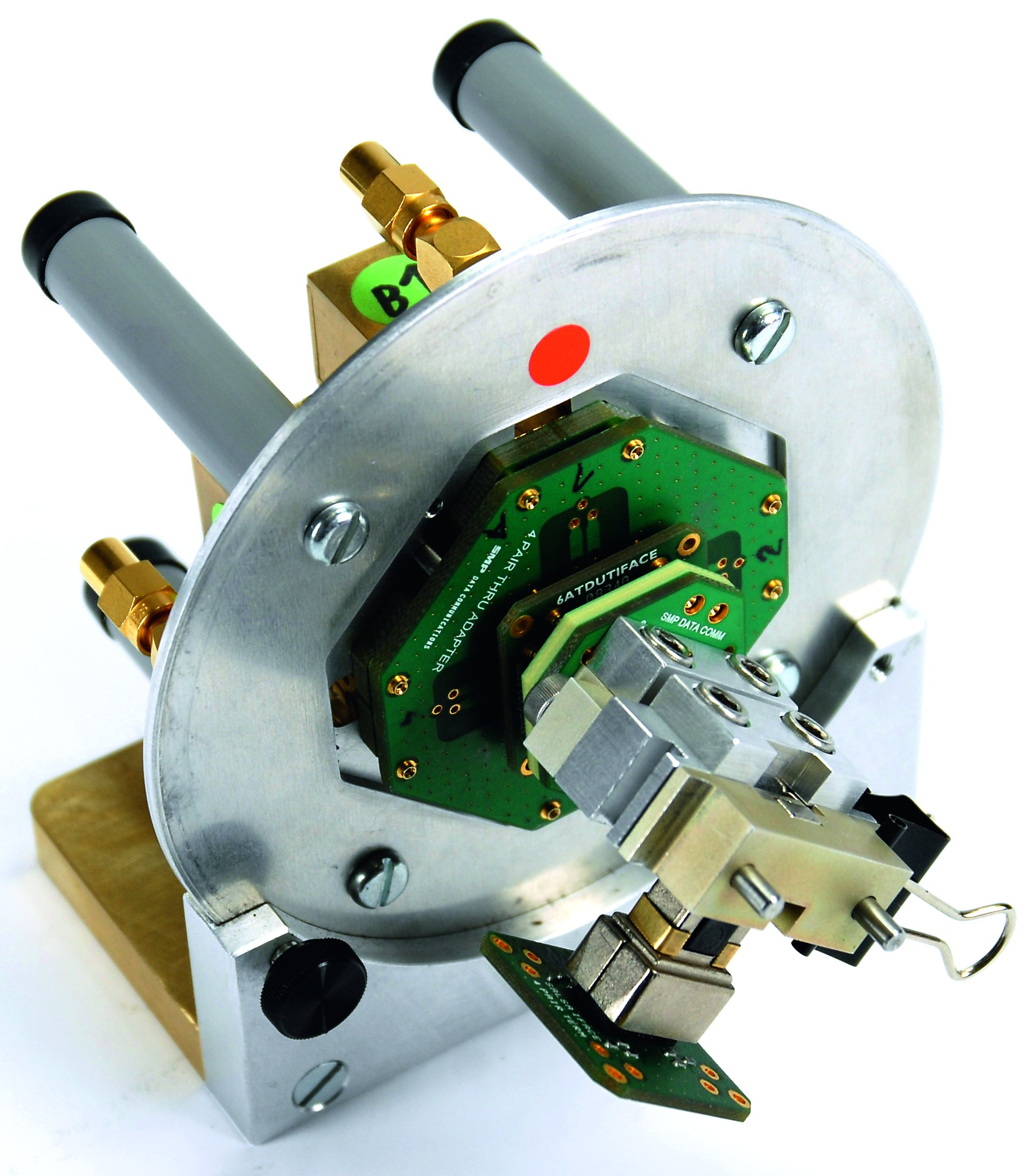
Re-embedded Testaufbau

Der Test soll außerdem zeigen, dass die Produkte eines Herstellers auch dann die erwartete Leistung bringen, wenn sie mit Produkten anderer Hersteller kombiniert werden. Bisher musste man dazu aufwendige Testreihen durchführen und jedes Anschlussmodul mit jeweils 12 einzelnen Teststeckern prüfen. Bei den Hochfrequenz-Anwendungen, um die es bei Cat. 6A geht, war der Testaufbau fehleranfällig. Beim neuen Re-embedded Test ermittelt man die Ergebnisse rein rechnerisch anhand von 14 simulierten Steckern. Messungen erfolgen nun unmittelbar am starren Testkopf eines Netzwerkanalysators, sodass Störungen ausgeschlossen werden können, die z. B. von beweglichen Kabeln herrühren. Insgesamt führt die Re-embedded Methode zu einer höheren Messqualität sowie zu präziseren Aussagen über das Schwankungs- und Grenzwertverhalten eines Steckers bzw. Anschlussmoduls.